# 21公分42年式噴煙者
21公分42年式噴煙者是第二次世界大戰期間納粹德國使用的一種多管火箭炮。它服役於德意志國防軍中的化學部隊（德語：Nebeltruppen）。作為與美軍的化學部隊的對應，德國化學部隊的工作主要是送遞毒氣或煙霧，而非炸藥。它於1942年至1945年期間參與除了挪威戰役之外的所有戰役。它亦被轉換讓納粹德國空軍使用。

## 介紹
21公分42年式噴煙者是一台五管火箭炮。它安裝在3.7公分PaK 36反坦克炮的牽引式基座上。為保持發射時的穩定，21公分42年式噴煙者的火箭上加有一個旋轉穩定器。
21公分42年式噴煙者的火箭（德語：21 cm Wurfgranate 42，即WGr21火箭）利用了自旋穩定和電子開火。對比於噴煙者系列的前作，21公分42年式噴煙者只有爆炸性彈頭。22個離中軸16°的排氣孔均勻地圍繞著火箭主體，使其向順時針方向旋轉。火箭有顯著的尾氣軌跡，因此會揚起很多雜物，所以使用者不得不在發射之前尋求掩蔽物。亦因此，噴煙者的使用人員必須採用開火即走的戰術，以避開敵方火炮的攻擊。火箭可配備任何必要的延遲引信。內襯導軌可以安裝在發射器中，以使用15厘米Wurfgranate41火箭的爆炸性彈藥，毒氣彈，或煙霧彈。
不計算Wgr. 42火箭改進了的空氣動力技術，從15公分Wgr. 41開始的擊落點分散問題仍未解決，原因可能是其沒有均勻燃燒的推進劑。

## 作戰歷史
每六支21公分42年式噴煙者為一組，每三組為一個營。這些營集中在獨立的Werfer團和旅。它們參與的戰爭有東方戰線，亦包括意大利攻防戰及法國防禦戰。

## 空軍的使用

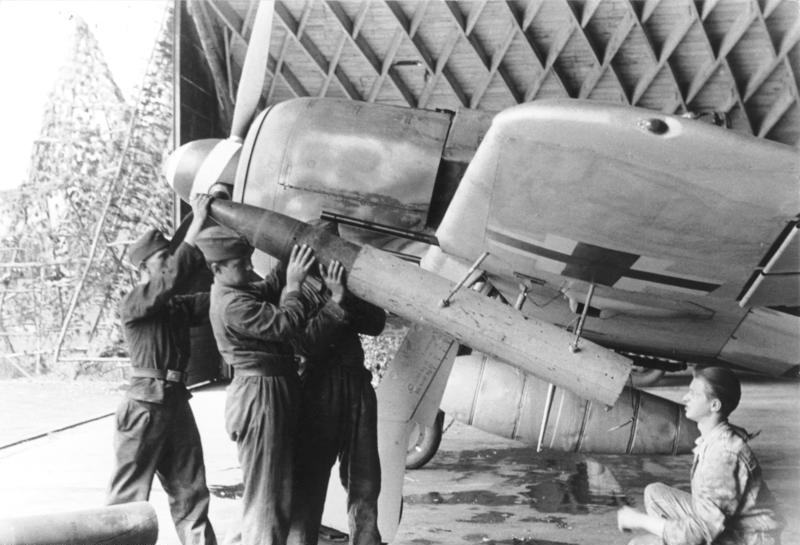
正在上彈的Fw 190戰鬥機

納粹德國空軍於1943年開始使用21公分42年式噴煙者。火箭被加上了定時引信和較大的彈頭（40.8（90磅）），即Werfer-Granate21火箭發射器或21公分BR（BR相信是官方空軍手冊中Bordrakete的縮寫）。Werfer-Granate21火箭發射器用於打散盟軍轟炸機的隊型，尤其是美國第八航空隊的防禦方陣（英語：Combat box），使德國的攻擊機能在美軍的轟炸機機槍的射程外擊落敵機。Bf 109戰鬥機和Fw 190戰鬥機每邊機翼下各放置一支單支發射管，Bf 110戰鬥機則每邊兩支。最早己知使用此武器的攻擊在1943年7月29日，第1及11戰鬥機聯隊在美軍轟炸基爾和瓦爾諾明德之時攻擊。而部分戰時照片則指出，匈牙利人在他們的雙引擎Me 210戰鬥機的兩邊機翼各掛三個Werfer-Granate21火箭發射器。但是，發射火箭炮所產生的高反作用力大幅降低了戰機的速度和機動性。然而，當轟炸機編隊中配有戰鬥機時，這些障礙可能是致命的。此外，在翼下安裝的發射管設置，相對於水平通常有約15度的上揚，以抵抗彈頭在飛行中遇到的阻力問題。美軍當時為Werfer-Granate21火箭起了“燃燒的棒球”的綽號，因為其飛行中火球般的外觀。
Me 410戰鬥機有時加上Bf 110的正方形發射器，以發射Werfer-Granate21火箭，但亦有實驗把六支發射管放到Me 410的機鼻下，形狀上就像28/32公分41年式噴煙者。然後，像左輪手槍一樣，每發射一下，就旋轉一下，將要發射的火箭送到最低，以避開螺旋槳。1944年2月3日作了試飛，但這個概念被證明是失敗的，因為火箭的廢氣會嚴重損壞飛機。
一種類似的21公分42年式噴煙者變種被用於He 177轟炸機的轟炸機毀滅者，即Grosszerstörer。